# Mamadou Bagayoko (calciatore 1989)
Mamadou Bagayoko (Abidjan, 31 dicembre 1989) è un calciatore ivoriano, difensore del La Louvière Centre.

## Palmarès

### Club

#### Competizioni nazionali
- Campionato ivoriano: 2

Africa Sports: 2007, 2008
- Campionato slovacco: 3

Slovan Bratislava: 2010-2011, 2012-2013, 2013-2014
- Coppa di Slovacchia: 2

Slovan Bratislava: 2010-2011, 2012-2013
- Supercoppa di Slovacchia: 3

Slovan Bratislava: 2011, 2013, 2014